# National Express
 (janvier 2013).
Si vous disposez d'ouvrages ou d'articles de référence ou si vous connaissez des sites web de qualité traitant du thème abordé ici, merci de compléter l'article en donnant les références utiles à sa vérifiabilité et en les liant à la section « Notes et références ».
National Express Group est un groupe de transport britannique exploitant des lignes de bus et de trains au Royaume-Uni, aux États-Unis, au Canada, en Allemagne, Maroc et en Espagne. Coté à la Bourse de Londres, il est présent dans l'indice FTSE 250.

## Histoire
La marque National Express a été créée en 1972 par NBC (National Bus Company), société publique, pour rassembler et unifier les nombreux services de bus express et omnibus exploités dans le cadre du groupe NBC.  Le réseau National Express était surtout une entité commerciale, dont les services étaient exploités de façon autonome par les différentes sociétés du groupe.
Lors de la privatisation de NBC dans les années 1980, National Express fut créé en 1988 par rachat de l'entreprise par ses employés. En 1992, le groupe National Express Group PLC fut introduit en bourse (London Stock Exchange) dans l'objectif de favoriser la croissance externe dans le secteur du transport de voyageurs.
En 1993, le groupe rejoint le réseau Eurolines et acquiert l'aéroport d'East Midlands, ce dernier ayant été revendu en février 2001.
En 1995, il rachète West Midlands Travel, le réseau de bus municipal de  Birmingham et le West Midlands, qu'il rebaptise Travel West Midlands. Cette dernière inaugure une politique de marque utilisant le mot « Travel » pour les services locaux d'autobus. Depuis lors, Travel Coventry a été sorti de Travel West Midlands, tandis que Travel Dundee et Travel London ont été acquis.
En 1996, le groupe obtient sa première concession ferroviaire en Grande-Bretagne (Gatwick Express et Midland Mainline). En juillet 2000, National Express rachète Prism Rail, ce qui lui apporte quatre nouvelles concessions ferroviaires : c2c, Wales & West, Valley Lines et West Anglia Great Northern. Les activités ferroviaires ont été pendant une dizaine d'années l'activité la plus importante de National Express
En 2005, la société rachète l’opérateur de bus espagnol Alsa. La famille Cosmen, ancien propriétaire de Alsa, devient alors l'un des principaux actionnaires de National Express Group. En 2007, National Express agrandit son activité en Espagne en achetant une autre entreprise de bus, Continental Auto.
En décembre 2021, National Express annonce l'acquisition de Stagecoach, valorisant ce dernier à 445 millions de livres sterling et dont les actionnaires possèderont 25 % du nouvel ensemble.

## Activités actuelles
En décembre 2017, les sociétés d'exploitation du groupe National Express sont les suivantes :

### Activités ferroviaires
- National Express Germany, qui exploite depuis décembre 2015 la ligne Rhein-Münsterland-Express en Allemagne ;

### Activités routières
- AirLinks (services de bus dans les aéroports britanniques) ;
- Durham School Services (bus scolaires aux États-Unis) ;
- Eurolines (services de bus express entre le Royaume-Uni et d'autres villes en Europe continentale) ;
- National Express (autocars de long parcours et liaisons aéroports au Royaume-Uni) ;
- Stock Transportation (bus scolaires au Canada)  ;
- Travel West Midlands (réseaux de bus à Birmingham et dans le comté des West Midlands, Royaume-Uni) et Travel Coventry (réseaux de bus à Coventry, Royaume-Uni) ;
- Travel Dundee (réseaux de bus à Dundee, Royaume-Uni)

## Anciennes activités

### Trains de voyageurs en Grande-Bretagne
- c2c, revendu à la compagnie ferroviaire publique italienne Trenitalia en février 2017[4].
- Exploitées jusqu'en novembre 2007, ces lignes ont été perdues lors d'une restructuration des concessions : 
  - Central Trains
  - Midland Mainline
  - Silverlink ;
- ScotRail, exploité jusqu'en octobre 2004, puis attribué à First Group qui l'exploite sous le nom de First ScotRail ;
- Wales and West, séparé en 2001 en deux concessions :
  - Wessex Trains, exploitée jusqu'en avril 2006 par National Express puis par First au sein de la concession Greater Western
  - Wales and Borders, exploitée jusqu'en décembre 2003 par National Express puis par Arriva sous le nom de Arriva Trains Wales ;
- Valley Lines, exploité jusqu'en avril 2006 par National Express puis par First au sein de la concession Greater Western ;
- National Express East Coast, exploité jusqu'en novembre 2009, puis attribué à Directly Operated Railways ;
- National Express East Anglia et Stansted Express, exploités jusqu'en février 2012, puis attribués à Abellio Greater Anglia ;
- Gatwick Express, exploité jusqu'en juin 2008, puis inclus dans la concession Southern ;
- West Anglia Great Northern, exploité jusqu'en juin 2008, puis repris par First Capital Connect.

### Autres activités
- ATC (lignes de bus aux États-Unis), vendu à Veolia Transport en 2005 ;
- M-Train & M-Tram (repris en charge par l'État de Victoria après l'effondrement de National Express Group en Australie)
- V/Line (repris en charge par l'État de Victoria après l'effondrement de National Express Group en Australie) ;
- Travel London (réseaux de bus sous contrat avec London Buses à Londres, Royaume-Uni), revendu en mai 2009 à Abellio ;
- Westbus (réseaux de bus à Sydney, Australie et à Londres, Royaume-Uni) ;
- Gestion d'aéroports : 
  - Stewart International Airport (aéroport situé à New Windsor, dans l'État de New York, États-Unis)
  - Humberside, Bournemouth et East Midlands en Angleterre ;
- Travel Midland Metro (exploitation du Midland Metro, système de trains légers dans le comté des West Midlands, Royaume-Uni)